# Cayado (bastón)

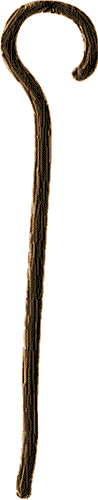

Cayado o cachava es un bastón hecho de madera, con el mango curvo, altura proporcional al usuario y grosor y peso variables. Es un objeto asociado a la iconografía del pastor, el pastoreo y a los pueblos nómadas para conducir su ganado.

## Simbolismo

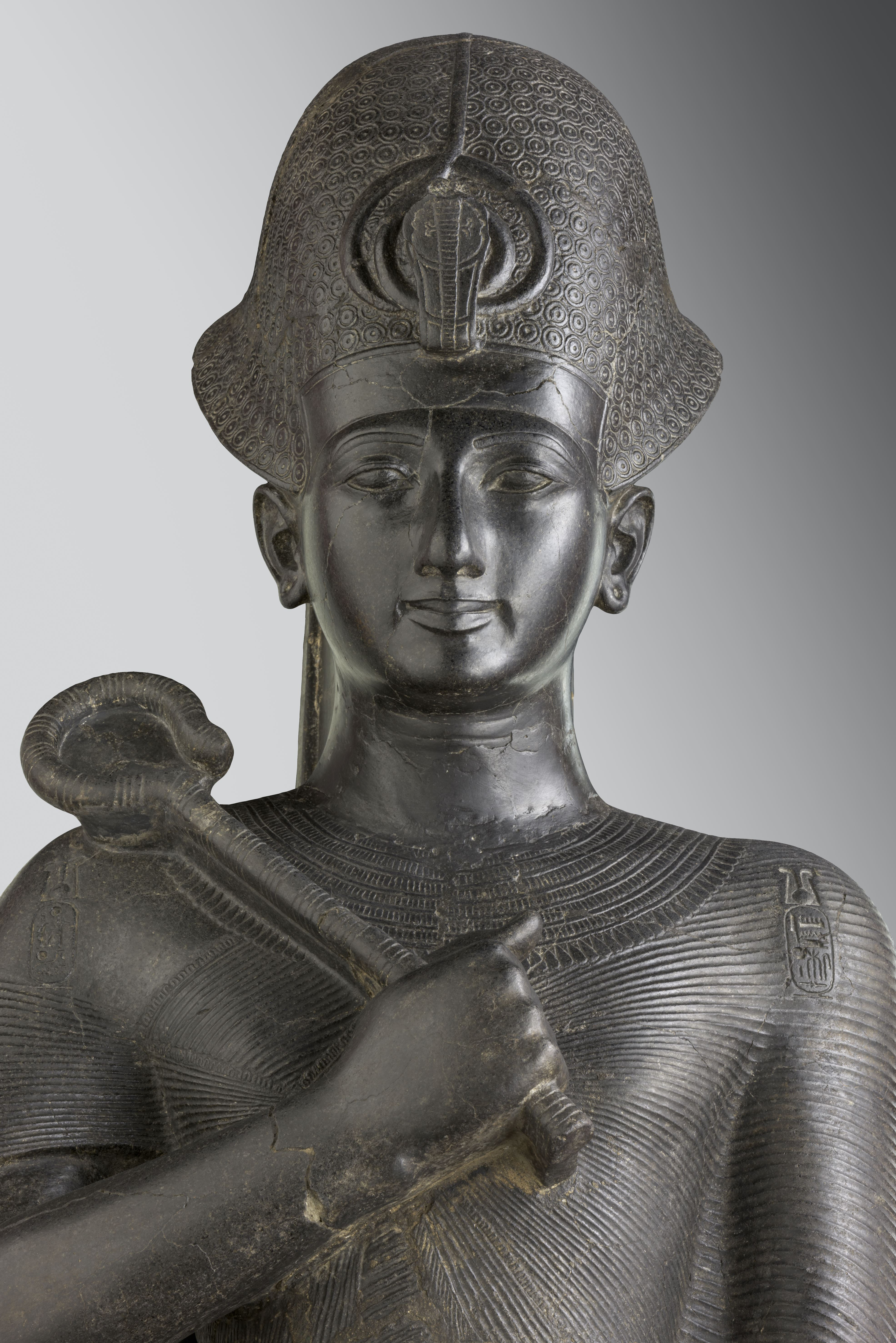
Ramsés II, portando el cayado heka. Museo Egipcio de Turín.

Se ha propuesto que en algunas culturas del Próximo Oriente Antiguo, el cayado de pastor evolucionó hasta convertirse en cetro o bastón de dignidad para sus reyes. Tal parece ser el caso de la civilización egipcia, en que el cayado heka, símbolo del dios Andyeti fue emblema de poder desde las primeras dinastías. Los faraones lo llevaron como insignia real junto con el flagelo nejej.
En la mitología grecorromana, Pan / Fauno portan un cayado, lo mismo que Apolo, cuando cuidaba de su rebaño y en su papel de dios protector de los mismos. También puede identificar a seguidores dionisíacos / báquicos en los cortejos respectivos. El cayado también funcionó como amuleto y así fue encontrado en numerosos enterramientos.

## En el cristianismo

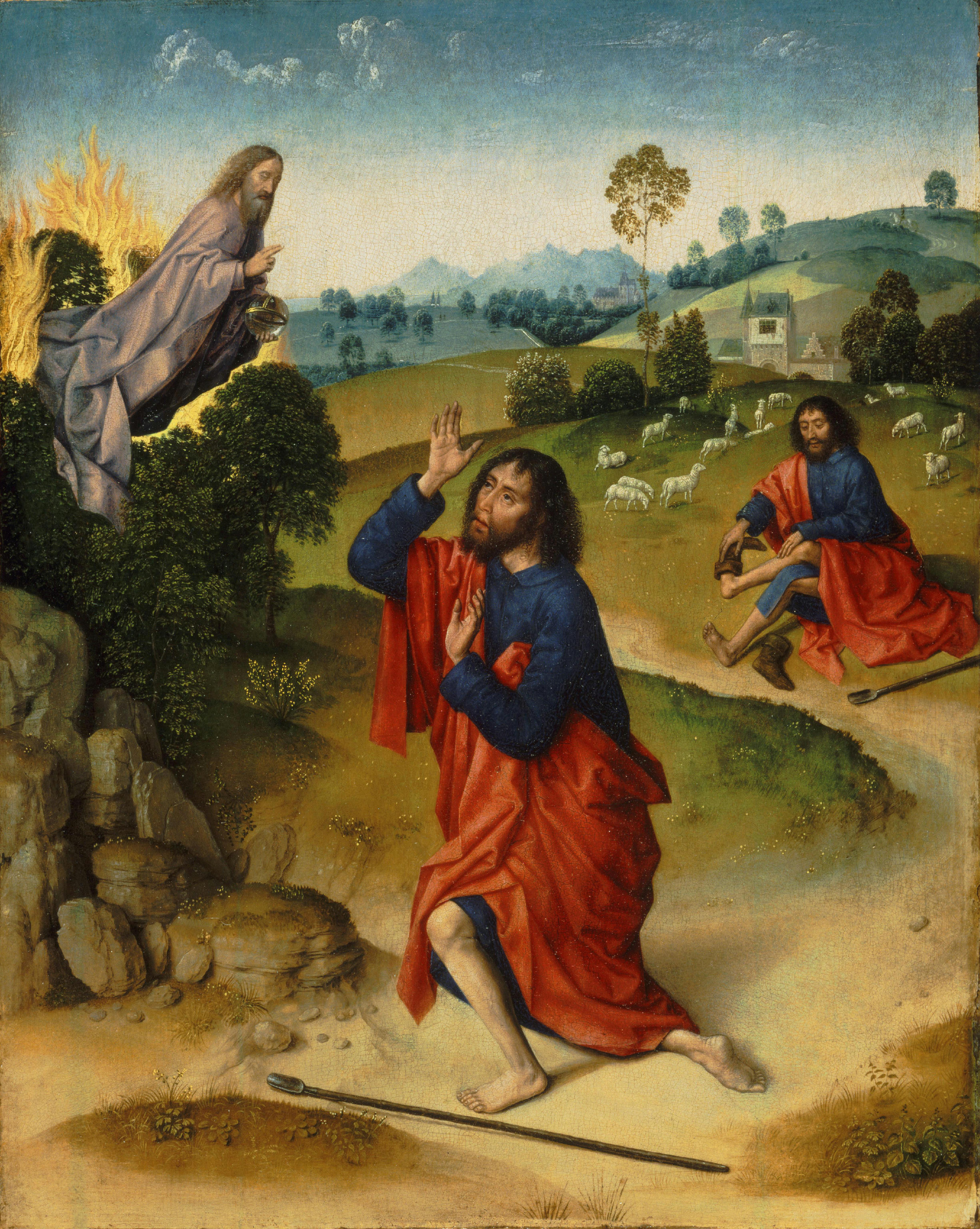
Moisés con su cayado (en el suelo) ante la zarza.

En el origen del Cristianismo, la función simbólica del cayado aparece ya en el libro del Éxodo en el Antiguo Testamento, utilizado por Moisés y Aarón. Cabe destacar su uso en los siguientes pasajes:
- Dios transforma el cayado en serpiente ante la zarza ardiendo.[5]
- En Egipto, cuando Aarón arroja el cayado al suelo, se transforma en serpiente devorando las de los magos de Faraón (ver Evangelios: E 7:10-3).
- Moisés utiliza el cayado en la primera plaga, transformando el agua en sangre (ver Evangelios: E. 7:20).
- Moisés utiliza el cayado para sacar agua de la roca (ver Evangelios: E. 17:5-6).
- También lo utiliza para expulsar a los amalequitas (ver Evangelios: E. 17:9).

En el catolicismo y como metáfora religiosa simbolizando el cayado de los pastores de almas, se materializa en el báculo del obispo, por su dignidad de abad mitrado. El báculo papal acaba en un crucifijo. Como objeto litúrgico se registra en España al menos desde el siglo VII.
Junto con la venera y la calabacilla es un objeto representativo de la iconografía del peregrino en general y de la estética jacobea en particular.